# Давудабад (дегестан)
Давудабад (перс. داودآباد) — дегестан в Ірані, в Центральному бахші, в шагрестані Ерак остану Марказі. За даними перепису 2006 року, його населення становило 3039 осіб, які проживали у складі 865 сімей.

## Населені пункти
До складу дегестану входять такі населені пункти:
- Вісме
- Дег-е Намак
- Хвошдун
- Шамсабад